# 增田有華
增田有華（増田 有華，1991年8月3日—），前日本女子偶像團體「AKB48」 Team K兼DiVA的成員，來自大阪府，隸屬于FLAVE ENTERTAINMENT事務所。

## 人物
- 喜歡的歌手是MISIA、喜歡的藝人是觀月亞里莎。
- 與GARNiDELiA的MARiA是親密好友（高中同學），經常在對方的部落格或推特上互動。

- 兩歲左右的時候罹患兒童癌症，14か所もの転移が見られたが奇跡的に回復、现已完全痊愈。[1]。
- 三歲半的時候遭遇阪神大地震，正在睡覺的時候被掉下來的書本打中額頭而出血。[2]。
- 自介词是「笑容滿面，元氣十足，‘很喜歡章魚燒！’，大阪魂炸裂的○○岁的增田有华」。从作为AKB48成员出道以来一直都在使用。
- 歌唱力と並び運動能力が高く、バスケットボール好きで[3]、中学校時代に大阪市の代表に選抜されたことがある[4]。また、『週刊AKB』球技大会のポートボールや『AKBINGO!』の「ムチャぶりドッジボール」[5]でもその能力を発揮して。おり、大島以外のメンバーにはかなり手加減していた[6]いる。もし、AKB48に入っていなかったら、プロのバスケットボール選手を目指していたという[7]。
- 日本越南文化交流協會「JVCA文化交流親善大使」初代大使。
- 獨生子[8]。
- 不擅长机器类，特别是个人电脑的操作，甚至刚拥有iPad的半年间都基本不会使用。[9]。
- 本人曰く、 顔が「いろんな人に似てるって言われる」。最も似ていると言われるのは連続テレビ小説『てっぱん』の主役を演じた瀧本美織[10]。同じ「DiVA」のメンバー、宮澤佐江にも似ていると言われることがある。
- デビュー前は『melon』モデルの滝口ミラ（HOP CLUB、元アイドリング!!!5号）のファンだった。滝口とは主演映画『ひとりかくれんぼ 新劇場版』で初共演した[11]。
- 不喜欢奶油系类的甜食，曾在从小林香菜那里得到冰淇淋后换成了酸奶。[12]不过并不讨厌所有甜食[13]。
- 前記の江頭美智留とは公私ともに交流があり、親子のような関係となっている。[14]
- 與歌手MARiA從高中時代開始就是好朋友，彼此都好幾度出現在對方的部落格或推特上。[15]。
- 曾发过讨厌漫画家小林善纪的推特[16]。之后，因误会而道歉[17]。

### AKB48相關
- 在『AKB48現象』中，曾表示對嗓子非常有自信。
- 自介詞是「笑容滿面 元氣十足、很喜歡章魚燒！」。
- 第21張單曲Everyday、髮箍 繼第四張單曲 BINGO!的再一次成為A面選拔成員。

- 主な愛称は河西智美が名付けた「ゆったん」[18]やキャッチフレーズにもある「たこ焼き」だが、楽屋裏では佐藤夏希・篠田麻里子など一部のメンバーから、巨乳ということにちなんで「ゆっぱい」[19]と呼ばれている[20]ことを『AKB48のオールナイトニッポン』で佐藤亜美菜に暴露された[21]。放送終了直後からブログには「ゆっぱい」に関するコメントが殺到し（本人曰く「一気に1000件越え」した）[22]、他のメンバーからも「ゆっぱい」と呼ばれるようになった[23]。なお、本人は「（『ゆっぱい』とは）夢がいっぱい詰まっていることを指してます」と主張、「握手会でも『ゆっぱい』って連呼しないで」と語っている。
- 仲の良いメンバーとして佐藤夏希、宮崎美穂、松井珠理奈らを挙げている[3]。その他のメンバーとも仲が良く、各メンバーのブログにツーショットで写ることも多い。また彼女を目標とするメンバーはAKB48だけにとどまらずSKE48メンバーにも多い。
- 和仲川遥香（現・JKT48）跟前田敦子高中是同班同學。[24]。
- AKB48的歌曲中最喜歡「妳正在看著夕陽嗎？」[3]。
- AKB48在籍時、一人暮らしをしていた自宅内の写真が勝手に撮影され、自身の携帯電話や他AKB48メンバーのメールアドレス宛に送りつけられるなどのストーカー被害に遭っていたことを、脱退後に告白している[25]。

## 略歷
- 2009年
  - 6月 - 7月舉行的第13張單曲「Maybe是借口」選拔總選舉中，獲得了第25名, 成為Undergirls一員。
  - 8月23日舉行的AKB104选拔成员组阁祭的夜间公演时宣布，2010年将移籍至Team B。
- 2010年
  - 舉行的第17張單曲選拔總選舉中, 獲得了第25位, 成為Undergirls一員。
- 2011年
  - 2月27日, 研究生公演后, 發表與秋元才加・梅田彩佳・宮澤佐江四人組成新派生組合[DiVA]。
  - 在5至6月舉行的第22張單曲選拔總選舉中, 獲得了第20位, 獲得選拔成員資格。
- 2012年
  - 在5至6月舉行的第27張單曲選拔總選舉中, 獲得了第26位, 成為Undergirls一員。
  - 7月2,4日,在宮本亞門的音樂劇中,在189名AKBGroup成員中脫穎而出,獲得主役Dorothy一角,故此缺席8月24-26日AKB48舉辦的東京巨蛋演唱會和9月18日的第三屆猜拳選拔大會。
  - 8月24日東京巨蛋演唱會首日宣佈大組閣,增田從Team B移籍到 Team K。8月26日最終日途中出演。
  - 11月30日被《週刊文春》抓包夜宿「DA PUMP」主唱ISSA家，共處20小時，在刊出前的2012年11月28日在官方博客上承認住宿但否認不倫，並表示考慮辭退AKB48，且對輕率行為造成的困擾表示反省，隨後仍暫繼續參與公演活動。12月3日在新浪微博上以中文發佈將於12月17日退出AKB48。
  - 12月10日在博客與微博上發佈：當日AKB劇場的公演是在AKB生涯所參與的最後公演。
  - 12月17日在出席第二屆AKB紅白歌唱大賽之後正式退出AKB48。
- 2013年
  - 1月7日，宣佈退出DiVA組合。
  - 4月，首個冠名節目《MASUDA!》及開始播出。
- 2014年
  - 8月13日，在該晚播出的「AKB48之全夜日本」中，宮澤佐江(時任SNH48及SKE48兼任成員)讀出的信中發表，復歸DiVA組合，參與有關活動。

## 參加AKB48樂曲

### CD單曲選拔曲
|      | 發行日期       | 單曲名稱          | 參與歌曲名稱                       | 名義               | 備註                 |
| ---- | -------------- | ----------------- | ---------------------------------- | ------------------ | -------------------- |
| 2nd  | 2007年1月31日  | 制服真礙事        | 制服真礙事                         |                    | A面曲                |
| 3rd  | 2007年4月18日  | 曾不屑一顧的愛情  | 曾不屑一顧的愛情                   |                    | A面曲                |
| 4th  | 2007年7月18日  | BINGO!            | BINGO!                             |                    | A面曲                |
| 5th  | 2007年7月18日  | 我的太陽          | 未來的果實                         |                    | B面曲                |
| 6th  | 2007年7月18日  | 妳正在看着夕陽嗎? | 妳正在看着夕陽嗎?(向日葵組2.1 Mix) |                    |                      |
| 7th  | 2008年1月23日  | 浪漫、不需要      | 浪漫、不需要(向日葵2.0混音版本)    |                    |                      |
| 9th  | 2008年6月13日  | Baby! Baby! Baby! | 不要讓夢想死去                     |                    | 僅供下載             |
| 10th | 2008年10月22日 | 大聲鑽石          | 大聲鑽石(Team K ver.)              |                    |                      |
| 13th | 2009年8月26日  | Maybe是藉口       | 無法飛翔的鳳蝶                     | Under Girls        | B面曲                |
| 17th | 2010年8月18日  | 無限重播          | 淚之Sea Saw Game                   | Under Girls        | B面曲                |
| 18th | 2010年10月27日 | Beginner          | 哭泣的場所                         | DIVA               | B面曲                |
| 19th | 2010年12月8日  | 機會的順序        | 愛的跳躍                           | Team B             | B面曲                |
| 20th | 2011年2月16日  | 變成櫻花樹        | K區域                              | DIVA               | B面曲                |
| 21st | 2011年5月25日  | Everyday、髮箍    | Everyday、髮箍                     |                    | A面曲                |
| 22nd | 2011年8月24日  | 飛翔入手          | 飛翔入手                           |                    | A面曲                |
| 23rd | 2011年10月26日 | 風正在吹          | 纜車道                             | Under Girls 百合組 | B面曲                |
| 24th | 2011年12月7日  | 崇尚麻里子        | 暱稱Fantasy                        | Team B             | B面曲                |
| 27th | 2012年8月29日  | 格子花紋          | 如此波西米亞                       | Under Girls        | B面曲                |
| 28th | 2012年10月31日 | UZA               | 破壞&重建                          | Team K             | B面曲                |
| 29th | 2012年12月5日  | 永遠的壓力        | 我們的Reason                       |                    | B面曲                |
| 36th | 2014年5月21日  | 拉布拉多尋回犬    | 迄今為止的旋律                     |                    | B面曲 大島優子畢業曲 |

## 分組參加曲
TeamK 1st Stage「PARTY开始了」公演
1. 同班同學

TeamK 2nd Stage「青春女孩」公演
1. Blue rose
2. 放浪之夏

TeamK 3rd Stage「脑内天堂」公演
1. MARIA

向日葵组 1st Stage「我的太阳」公演
1. 暮蟬之戀

向日葵组 2nd Stage「不要让梦想死去」公演
1. 記憶的兩難

TeamK 4th Stage「最终钟声鸣响」公演
1. 對不起 我的寶石

TeamK 5th Stage「引体后空翻」公演
1. 愛之色

THEATER G-ROSSO「不要让梦想死去」公演
1. 記憶的兩難

※小原春香・松井咲子的替补
TeamB 5th Stage「劇場的女神」公演
1. 來一塊糖果
2. 你好 我的初戀 ※

※奥真奈美的solo曲Under
1. 夜風的惡作劇 ※

※柏木由紀的solo曲Under

### 獲獎經歷
- 2003年 ： 全日本歌唱排名決定選秀會VOL2大獎
- 2005年12月11日 ： 南港アーチストフェスタ ダンス&ボーカルフェスタプレビュー決勝大会オズ賞

## 出演

### 電視劇
- あり得ない!第9話（2010年3月10日、MBS電視台） - 飾演 金谷まりえ
- 馬路須加學園 最終話（2010年3月26日、東京電視台） - 飾演 馬路須加女学園學生
- 野田ともうします。（日语：野田ともうします。#テレビドラマ）[26]系列
  - 第一季（2010年6月5日 - 19日、2010年10月29日 - 2011年3月11日、NHKワンセグ2及NHK教育） - 飾演 富沢
  - 第二季（2011年10月8日 - 2012年3月9日、NHKワンセグ2及NHK教育） - 飾演 富沢
  - 第三季（2012年10月1日 - 2013年3月、NHKワンセグ2及NHK Eテレ） - 飾演 富沢
- 來自櫻花的信 ～AKB48 各自的畢業故事～（2011年2月26日 - 3月6日，日本電視台） - 飾演 增田有華
- 馬路須加學園2 最終話（2011年7月1日、東京電視台） - 飾演 ユカ
- 極限(2013年7月12日 - 9月27日、東京電視台) - 飾演 薄井千影[27]
- AV帝王第二季（2021年6月24日、Netflix） - 飾演 江戶川羅馬

### 綜藝節目
- AKB0時59分!（2008年5月5日 - 26日、日本電視台）
- 週刊AKB（不定期出演、東京電視台）
- AKBINGO!（不定期出演、日本電視台）
- 熱血BO-SO TV（2010年7月17日・2011年5月7日、千葉電視台）
- AKB48神TV Season4（2010年8月1日 - 8日、家庭劇場）
- AKB和××!（不定期出演、讀賣電視台）
- G.I.ゴロー（2010年8月16日 - 23日、TBS）
- 有吉AKB共和国（2010年8月30日 - 9月6日、TBS）
- AKB-級美食家運動場（2010年12月5日、FOODIES TV）
- 全員戰鬥中（2012年3月30日、富士電視台）
- （2013年4月5日 - 6月28日[28]隔週五深夜、TOKYO MX）

### 資訊節目
- 增田汽車沙龍（日语：増田オートサロン）（2013年4月20日 - 2014年1月4日、富士BS）
- （2013年6月7日 -、NOTTV，週五MC）

### 運動節目
- （2013年5月1日 - 、日本BS11） - MC

### 電台廣播
- AKB48 明日までもうちょっと。（2007年11月5日・2009年8月24日・31日・2010年8月9日、文化放送）
- ON8（2009年6月1日・2010年4月12日・7月26日、bayfm）
- AKB48のオールナイトニッポン（2010年7月2日・9月3日・11月5日・12月10日・2011年2月11日・4月8日、日本放送）
- ViVADiVA!（2011年10月6日 - 2012年11月15日、文化放送）

### 電影
- 鷲宮☆物語（2010年3月22日公開、鷲宮町（現・久喜市）商工会） - 飾演 鷲尾櫻子
- ひとりかくれんぼ 新劇場版（2010年7月31日公開、Jolly Roger公司） - 主演・飾演 河西栞
- 俏妞出招/高校デビュー（2011年4月1日公開、Asmik Ace） - 飾演 松阪麗央奈

### 舞台剧
- クロックガールズ「結婚の条件」（2008年9月3日 - 8日、スペース107）
- 恋人は透明人間（2009年7月8日 - 12日、池袋シアターグリーン）
- SHINKA・心華? Episode 1（2009年8月4日 - 9日、池袋シアターグリーンBOX in BOX THEATER）

### DVD
- 恋人は透明人間（2009年10月23日、ACEDEUCE）
- 読めそうで読めない間違いやすい漢字（2010年10月6日、Liverpool公司） - ナレーション

### 演唱會
- ORC200第9回歌唱女王大赛10代部門特別獎（2005年5月3日、大阪）
- ORC200歌唱女王街頭Live（2005年6月24日・8月26日・9月30日・10月27日・11月25日・12月23日）
- 新風館UTA・HIME・LIVE（2006年2月12日、京都）

### 活動
- 第9回原宿表参道元氣祭スーパーよさこい2009（2009年8月29、30日）

### 網站
- ますだちゃん（2013年4月8日 -、niconico channel）

## 錄音專輯

### 單曲
1. Stargazer（2010年4月28日、メディアファクトリー）
動畫『一騎当千 XTREME XECUTOR』OP曲
Oricon週榜排名最高名次第52位